# کیهان (فیلم ۲۰۱۰)
کیهان (ترکی استانبولی: Kosmos) فیلمی ترکی-بلغاری در سبک درام است که در سال ۲۰۱۰ منتشر شد.